# Rachid Bouchareb
Rachid Bouchareb (Paris, 1 de setembro de 1953) é um cineasta franco-argelino. O diretor de cinema nasceu e cresceu na França em uma família originária da Argélia. Ele lança longas-metragens desde 1985. Foi reconhecido pelo Oscar três vezes ao longo de sua carreira, todas as vezes foi nomeado na categoria de e Melhor Filme Estrangeiro, que atualmente é chamada de Melhor Filme Internacional. A primeira na edição de 1996, com seu filme Poussières de vie, depois com os dois mais famosos: Dias de Glória/Indigènes (2006) e Fora da Lei/Hors La Loi (2011), nas edições de 2007 e 2011, respectivamente.
Os dois últimos tratam sobre a história da Argélia no século XX. Dias de Glória representa argelinos que lutaram como soldados coloniais para a França buscando a sua libertação durante a Segunda Guerra Mundial. Já, Fora da Lei representa o período da Revolução Argelina - quando a Argélia lutou e conquistou a sua independência da França. Assim, o diretor é conhecido por tratar de temas históricos, e por abordar a relação entre França e Argélia, pensando, principalmente, a colonização.
Ver mais em: Filmografia da Guerra de Independência da Argélia.

## Filmografia

### Longas-metragens
- 1985: Bâton Rouge
- 1991: Cheb
- 1994: Poussières de vie
- 2001: Little Senegal
- 2006: Dias de Glória (Indigènes/Days of Glory)
- 2009: London River
- 2010: Fora da Lei (Hors-la-loi/Outside the Law)
- 2014: Dois Homens Contra Uma Cidade (La Voie de l'ennemi/Two Men In Town)
- 2018: Le Flic de Belleville
- 2022: Nos frangins

### Curtas-metragens
- 1982: Peut-être la mer
- 2005: L'Ami y'a bon
- 2007: Djebel
- 2009: Houme - Vivre Ensemble

### Telefilmes
- 1992: Déposez armes
- 1992: Des années déchirées
- 1997: L'Honneur de ma famille
- 2012: Simplesmente uma Mulher (Just Like a Woman)
- 2016: La Route d'Istanbul

### Séries de televisão
- 2014-2015: Frères d'armes

### Produção
- 1997: La Vie de Jésus de Bruno Dumont
- 2000: L'Humanité de Bruno Dumont
- 2006: Flandres de Bruno Dumont
- 2011: Omar m'a tuer de Roschdy Zem
- 2013: Camille Claudel 1915 de Bruno Dumont
- 2016: Chouf de Karim Dridi
- 2021: France de Bruno Dumont

## Prêmios
- 2006: Prêmio Henri-Jeanson da Société des auteurs et compositeurs dramatiques (SACD)
- 2007: Cavaleiro da Legião de Honra
- Oscar 1996: nomeado ao Oscar de Melhor Filme Estrangeiro por Poussières de vie
- Oscar 2007: nomeado ao Oscar de Melhor Filme Estrangeiro por Dias de Glória
- César 2007: César de melhor roteiro original por Dias de Glória
- Oscar 2011: nomeado ao Oscar de Melhor Filme Estrangeiro por Fora da Lei
- César 2012: nomeado ao César de melhor adaptação por Omar m'a tuer